# Falkenberg (Lüneburger Heide)
Der Falkenberg liegt am Nordwestrand des Landkreises Celle auf dem Gebiet des NATO-Truppenübungsplatzes Bergen, zwischen Wardböhmen und Bad Fallingbostel. Er ist mit 150 m über NHN eine der höchsten Erhebungen der Lüneburger Heide und höchster Punkt der Südheide.

## Entstehung und Relief

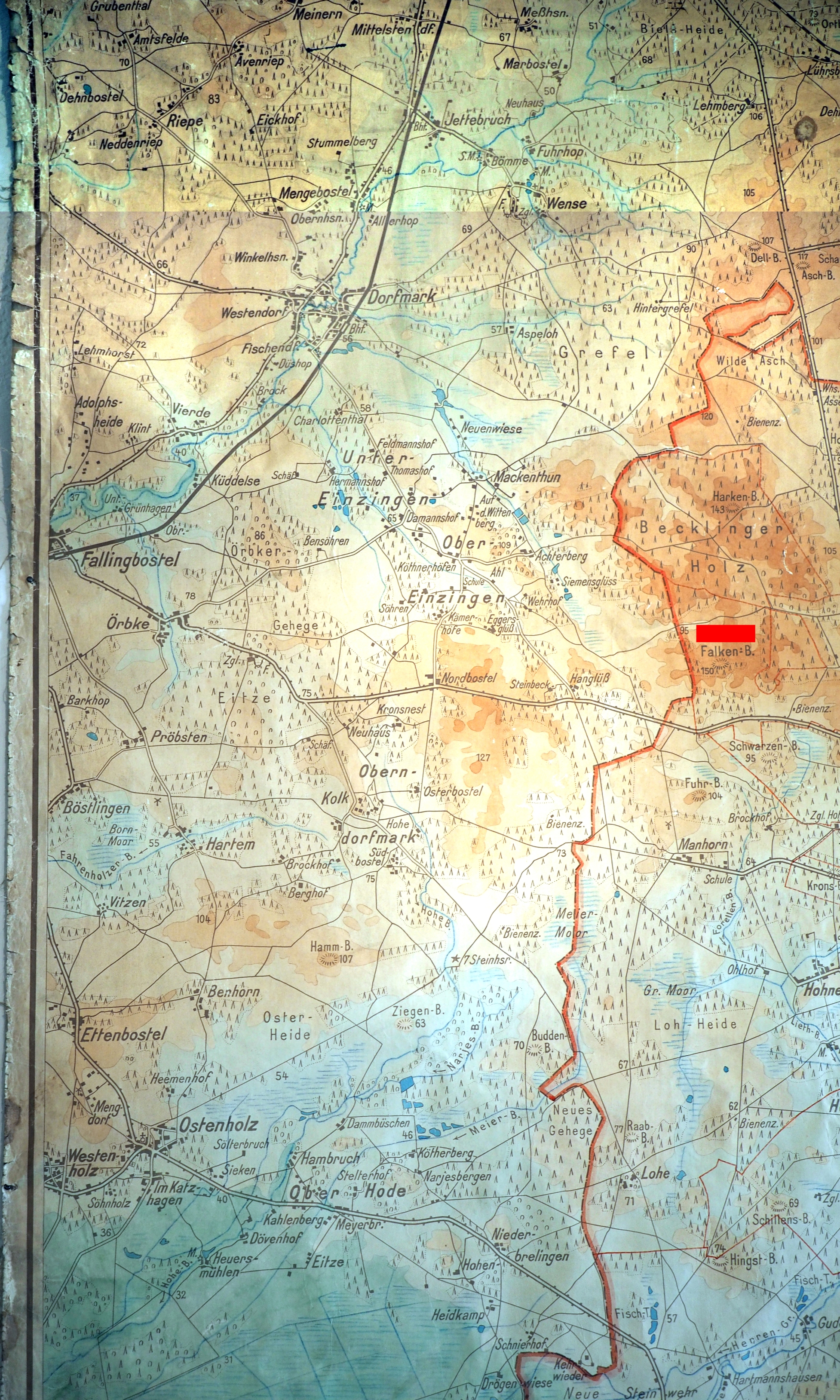
Die Falkenberg-Endmoräne auf einer historischen Karte. Falkenberg: siehe Kennzeichnung, Örbker Endmoränenbogen: unten links bis Mitte

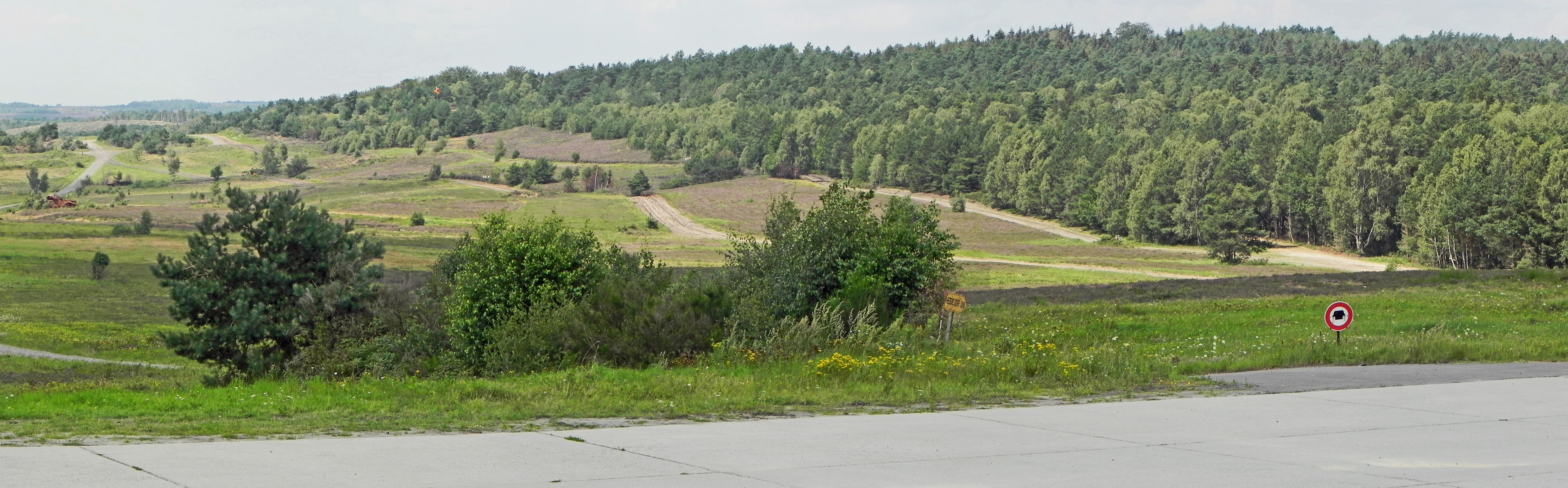
Rechts der Falkenberg neben der Schießbahn 1 A auf dem Truppenübungsplatz Bergen

Der Falkenberg gehört zu einem kleingebirgshaft anmutenden, SSW-NNO-verlaufenden Höhenzug, der als Falkenberg-Endmoräne bekannt ist. Er ist entstanden als eine ohne begleitende Stauchungsvorgänge abgesetzte Endmoräne aus dem letzten Eisvorstoß im Zuge des älteren von zwei Stadien der Saale-Kaltzeit, dem Drenthe-Stadium, also vor etwa 200.000 Jahren. Die Ablagerungen waren eingekeilt zwischen zwei Gletscherloben vom Böhmetal im Westen her und einem dritten, der sich von Nordosten heranschob und die Talbecken der oberen Wietze und Meiße hinterließ. Daher steigt der kame-artige Nordteil des Höhenzugs (Hakenberg, 145 m) markant aus beidseits benachbarten moorigen Senken auf. In den folgenden Vereisungsphasen entstand die heutige intensive Zertalung. Die Reliefenergie und Steilheit des mittleren und südwestlichen Teils gab früher zu Vermutungen Anlass, der Moränenzug gehöre zu einer jüngeren Phase der Saale-Eiszeit. Kiese und Blockanhäufungen führten besonders in der südwestlichen Fortsetzung, dem Oerbker Endmoränenbogen (Goldbockenberg, 128 m), zur Bildung isolierter, markanter Kuppen wie dem inzwischen durch Panzerübungen erniedrigten Härtlingskegel des Tutenbergs (116 m).
Der Falkenberg selbst ist ein mehrgipfeliger Höhenrücken, der in einen südwestlichen Vorsprung des Hügellandes übergeht. Die 147 Meter hohe Westkuppe fällt nach drei Seiten 45 bis 60 Meter tief ab. Am Fuß erstrecken sich mehrere beckenartige Trockentäler. Vernässungen und Quellen treten erst unterhalb einer Höhe von 82 Metern auf.

## Kulturlandschaft

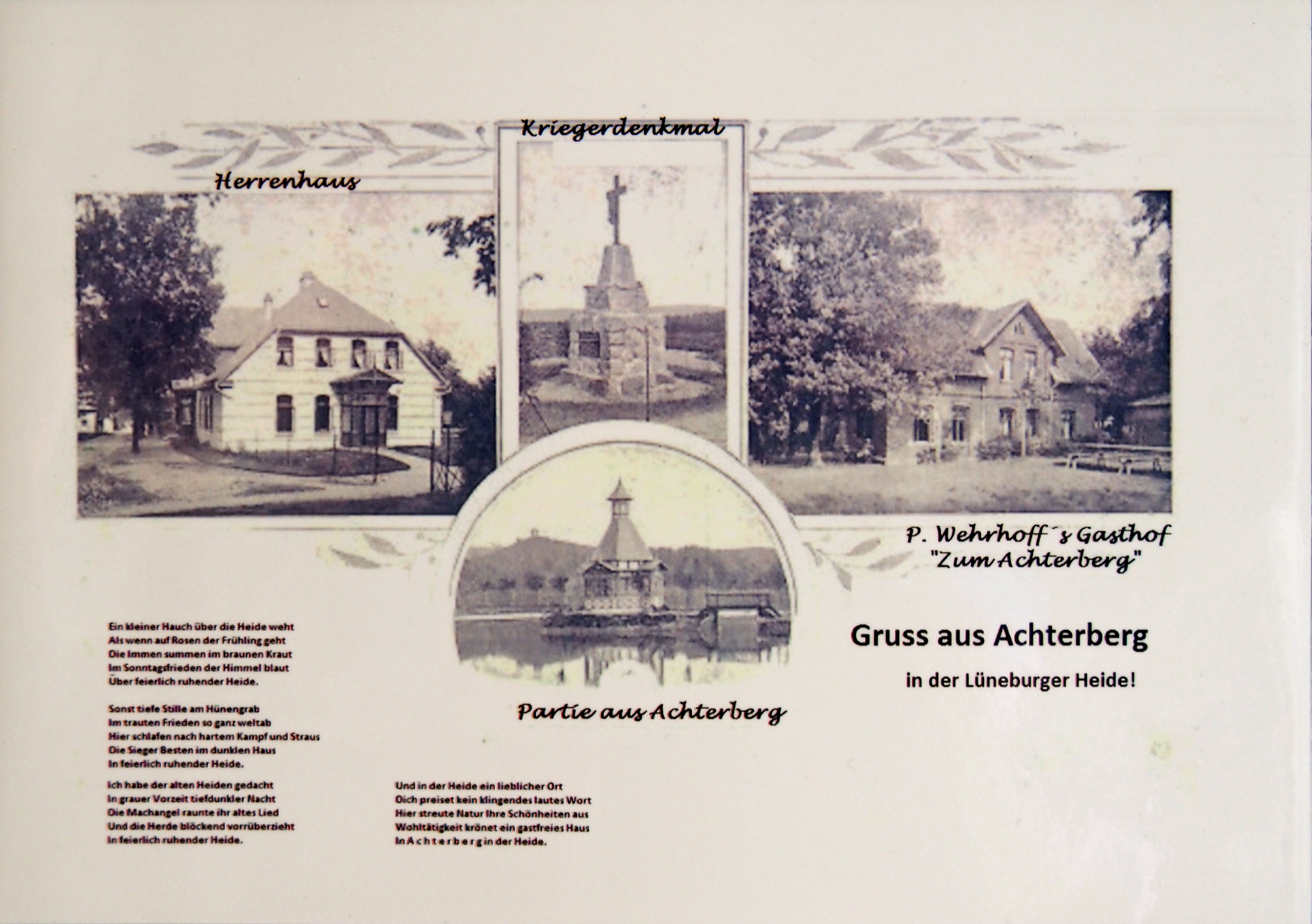
Ehemalige Erholungsanlage Achterberg vor den Höhen der Falkenberg-Moräne (Mitte der Postkarte)

Wie die Lüneburger Heide generell war bis zum Ende des 18. Jahrhunderts auch das Gebiet des Falkenberges durch Waldweide und in geringerem Maße auch durch Plaggenhieb bis auf wenige Steilhänge und Moorsenken nahezu entwaldet. Erst die großen systematischen Aufforstungen in der 2. Hälfte des 19. Jahrhunderts führten zum heutigen Landschaftsbild.
Bis etwa 1910 war der Falkenberg von der Erholungsanlage Achterberg südöstlich von Dorfmark im Böhmetal aus intensiv touristisch erschlossen worden. Treppenpfade führten über die Geländerücken und durch den steilen Talschluss, den die sichelförmige Kammlinie des Berges im Norden einschließt, zum Gipfelpunkt. Von ihm aus konnte man über die mehr als 50 Meter tiefer liegende Osterheide hinweg bei gutem Wetter Hannover erkennen.
Heute kann man von der Falkenberg-Endmoräne an Wochenenden lediglich die Sieben Steinhäuser, etwa sieben Kilometer südwestlich des Falkenberges, besuchen. Ansonsten ist der gesamte Höhenzug bis heute militärisches Sperrgebiet. Zugänglich ist ein Aussichtspunkt auf den Falkenberg südwestlich von Wardböhmen auf dem Paschenhoop.

## Die Landvermessung

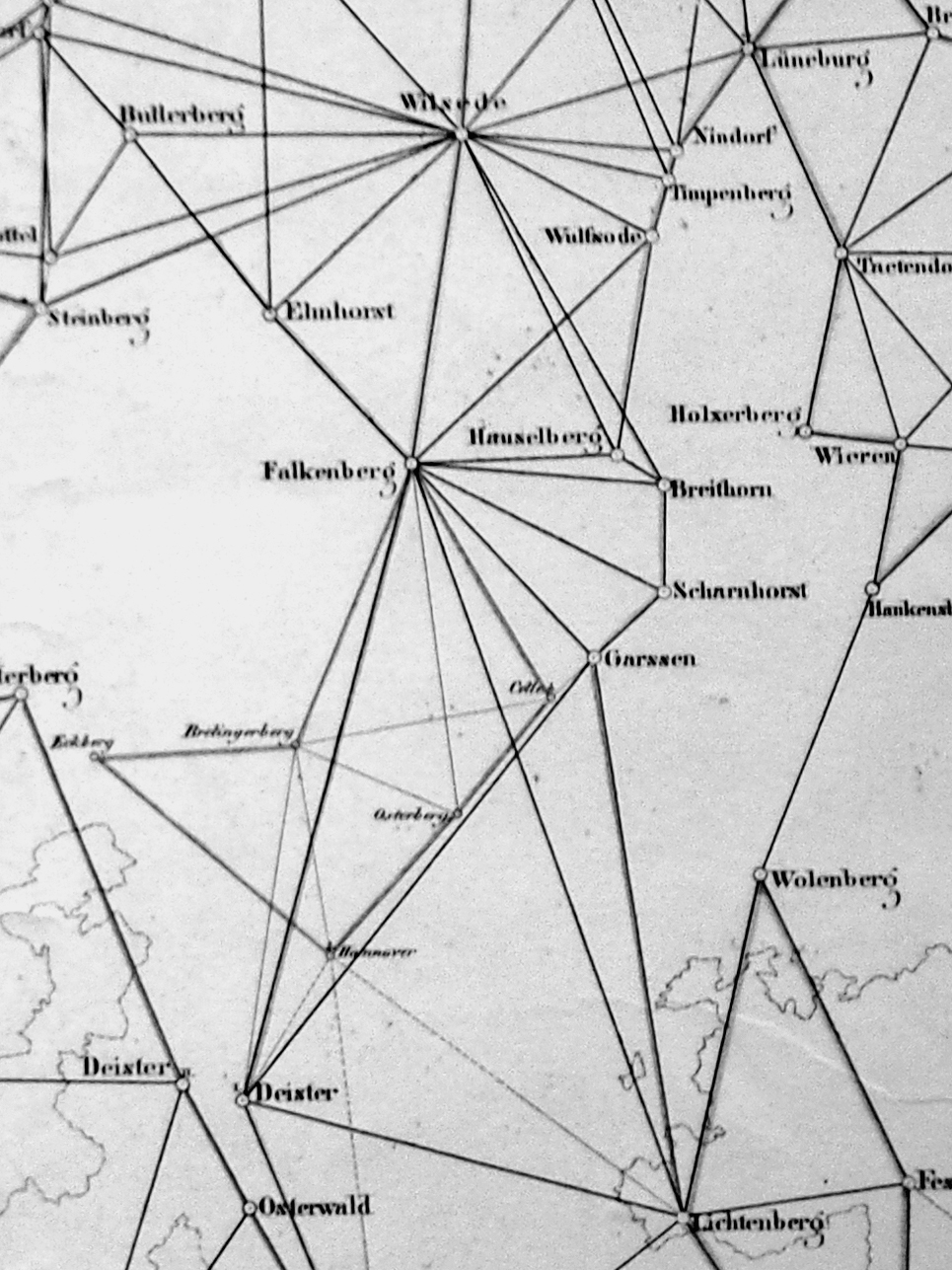
Gauß’sche Dreieckssysteme vom Falkenberg 1821–1844, Blatt aus dem Papen-Atlas

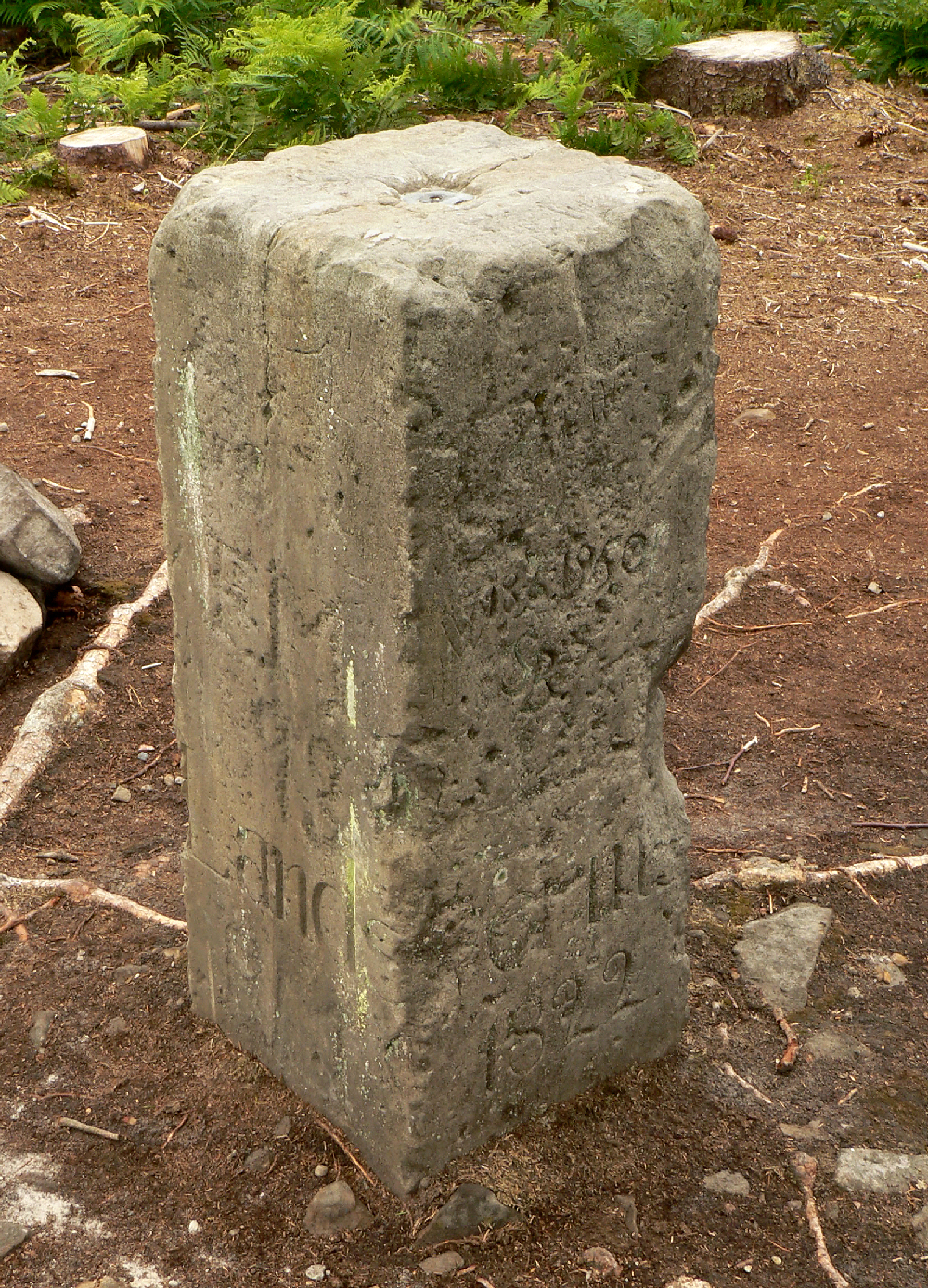
Der ursprüngliche Gaußstein vom Falkenberg steht heute als Gaußstein im Deister auf dem dortigen Kalenberg (310 m über HNH)

1820 beauftragte der König von Hannover Georg IV. den Professor der Astronomie und Direktor der Sternwarte der Universität Göttingen, Carl Friedrich Gauß, das Königreich Hannover zu vermessen. Der Mathematiker benutzte für die Landvermessung unter anderem auch den Gipfel des Falkenbergs als einen der Punkte der Triangulation. Weitere zentrale Dreieckspunkte bildeten von hier der, Luftlinie etwa 37 Kilometer weiter nördlich gelegene Wilseder Berg (169 m über HNH) und der etwa 22 km östlich gelegene Haußelberg (117 m über HNH) sowie Wulfsode (Gemeinde Wriedel) (etwa 35 km nordöstlich). Diese Punkte lagen damals auf freien, unbewaldeten Hügelkuppen, wahrscheinlich umgeben von Heidelandschaft. Im Mai 1822 wurde eine Signalstange auf dem Falkenberg errichtet. Im Juni baute man ein Postament aus Stein auf dem Gipfel. Ab Juli 1822 wurden die ersten Messungen nach Wulfsode und zum Wilseder Berg vorgenommen. Der Mitarbeiter von Gauß  Georg Wilhelm Müller hatte inzwischen eine große Schneise Richtung Wilseder Berg anlegen lassen. Im August 1822 und dann noch einmal im Mai 1824 nahm Gauß hier weitere Messungen vor.
Ein Teil des Dreiecksnetzes der Gaußschen Gradmessung, mit dem Falkenberg, war auch auf der Rückseite der „10 DM“-Banknote der vierten Serie der Deutschen Mark abgebildet.